# آزمون زبان سوئدی برای تحصیلات دانشگاهی
آزمون زبان سوئدی برای تحصیلات دانشگاهی (Test i svenska för universitets- och högskolestudier) یک آزمون رسمی مهارت در زبان سوئدی مورد نیاز برای دانشجویانی است که برای تحصیل در دانشگاه‌های سوئد اقدام می‌کنند.

آزمون شامل سه جزء: خواندن، نوشتن و صحبت کردن است. بخش‌های خواندن و نوشتن نوشته می‌شوند در حالیکه بخش صحبت کردن شامل یک مکالمه است.

دو نمره در پایان داده می‌شود :godkänd به معنای قبول شدن و underkänd به معنای مردود شدن است. داوطلبان بایستی هر سه بخش را با موفقیت بگذرانند تا بتوانند قبول شوند. اگر یک بخش را رد شوند می‌توان آن را در ظرف یکسال دوباره تکرار کرد.

این آزمون برابر با سطح C1 در چارچوب زبان اروپایی است.